# Pitchshifter
Pitchshifter es una banda de metal industrial de Nottingham, Inglaterra. Se formó entre 1989 y 1990, muy influenciada por bandas como Killing Joke, Swans, Godflesh y Black Flag.

## Historia
Logran publicar su primer LP, «Industrial», en 1991, aunque hay la versión de que este nombre fue el bautizo del metal industrial, en realidad el álbum era una agresiva de mezcla de death metal con Industrial, el ep «Submit» (1992) es aún más sofocante; hacia 1993 logran una amalgama con sonidos industriales, muy parecido a Godflesh; así junto a Fear Factory y Ministry, se convierten en cofundadores del metal industrial y en padres de su vertiente más extrema y pesada.
Pese a no ser tan conocidos en comparación con sus colegas, vuelven con «Infotainment?», un álbum más armónico y melódico, pero hasta 1998 saltarían a la fama con su álbum «www.pitchshifter.com» el cual tenía un sonido mucho más digerible y moderno con matices marcados por el nuevo boom de los 90, el famoso nu metal, sin abandonar su raíz industrial y agregando otros elementos de géneros electrónicos.
Finalmente en el 2002, lanzan «PSI» que mantenía la línea moderna del antecesor, finalmente la banda decide separarse y con el paso del tiempo se reúnen el 2006 presentándose en varios festivales de rock y metal hasta la fecha.

## Discografía
Álbumes de estudio
1. Industrial (1991)
2. Desensitized (1993)
3. Infotainment? (1996)
4. www.pitchshifter.com (1998)
5. Deviant (2000)
6. PSI (2002)
7. TBA (2020)

EPs
1. Submit (1992)
2. Exploitainment (1999)
3. Un-United Kingdom (1999)
4. None for All and All for One (2006)

Compilaciones
1. Bootlegged, Distorted, Remixed and Uploaded (2003)

Sencillos
1. Death Industrial (1991)
2. Deconstruction (1992)
3. Triad (1993)
4. Underachiever (1996)
5. Genius (1997)
6. Microwaved (1997)
7. W.Y.S.I.W.Y.G. (1998)
8. Condescension (1999)
9. Hidden Agenda (1999)
10. Keep It Clean (1999)
11. Dead Battery (2000)
12. Shutdown (2001)
13. Eight Days (2001)
14. Messiah (2007)
15. Apply Yourself (2018)
16. System Anomaly (2018)

## Miembros actuales
- JS Clayden - Vocal, programaciones, (1989-2003, 2006-2011, 2018-presente)
- Mark D. Clayden - Bajo (1989-2003, 2006-2011, 2018-presente)
- Dan Rayner - Guitarra líder (2002-2003, 2006-2011, 2018-presente)
- Tim Rayner - Guitarra rítmica (2003, 2018-presente)

### Antiguos miembros
- Jason Bowld - Batería, percusión (2000-2003, 2006-2011)
- Johnny A. Carter - Guitarra
- Stuart Toolin - Guitarra
- Jim Davies - Guitarra, Apoyo Vocal
- Matt Grundy - Guitarra en vivo
- D.J. Walters - Batería en vivo
- Matt Godfrey - Guitarra

### Miembros en vivo
Si Hutchby - Batería en vivo (2018-presente)